# Овечкі (Лодзинське воєводство)
Овечкі (пол. Owieczki) — село в Польщі, у гміні Кльонова Серадзького повіту Лодзинського воєводства.
Населення — 447 осіб (2011).

## Демографія
Демографічна структура станом на 31 березня 2011 року:
|          | Загалом | Допрацездатний вік | Працездатний вік | Постпрацездатний вік |
| -------- | ------- | ------------------ | ---------------- | -------------------- |
| Чоловіки | 202     | 40                 | 134              | 28                   |
| Жінки    | 245     | 72                 | 120              | 53                   |
| Разом    | 447     | 112                | 254              | 81                   |